# Frank Cousins
Frank Cousins (8 septembre 1904-11 juin 1986) est un syndicaliste et leader politique travailliste britannique.

## Biographie
Il est né à Bulwell, Nottinghamshire. Son père est mineur et Frank le suit dans cette industrie en 1918, rejoignant la Yorkshire Miners 'Association. Cependant, après cinq ans, il devient chauffeur de camion, conduisant à l'origine du charbon, puis en 1931 en tant que chauffeur de camion longue distance, transportant de la viande entre l'Écosse et Londres. Il devient membre de la section des transports routiers du Syndicat des ouvriers (TGWU), dont il devient employé à temps plein à Doncaster en juillet 1938. Il est nommé secrétaire national du groupe de transport routier (commercial) en octobre 1948, a se présente pour le poste de secrétaire général adjoint du TGWU en 1948 et 1955, obtenant le poste lors de cette dernière tentative. Il est également élu au Comité exécutif national du Parti travailliste la même année, mais démissionne en mars 1956.
Cousins est nommé secrétaire général par intérim du TGWU en février 1956, en raison des problèmes de santé de Jock Tiffin. Il est élu secrétaire général en mai 1956, après la mort de Tiffin, et occupe le poste jusqu'en 1969. De 1956 à 1969, il est membre du Conseil général du Congrès des syndicats et président de la Fédération internationale des ouvriers du transport de 1958 à 1960 et de 1962 à 1964.
Il joue un rôle important en aidant Harold Wilson à devenir chef du Parti travailliste et entre dans le cabinet de Wilson en tant que ministre de la Technologie d'octobre 1964 jusqu'à sa démission le 11 juin 1966 pour protester contre une loi soutenue par le gouvernement gelant les revenus et les prix. Sa nomination en tant que ministre est remarquable car il n'est que l'un des deux récents ministres (l'autre étant Patrick Gordon Walker) qui est nommé à ce poste sans être ni député ni membre de la Chambre des lords. Il est également nommé conseiller privé en 1964.
Il est élu député de Nuneaton lors d'une élection partielle en janvier 1965 et reste député jusqu'en novembre 1966. Pendant cette période, Harry Nicholas lui succède comme secrétaire général par intérim du TGWU.

## Vie privée
Il épouse Annie Judd en décembre 1930; le couple a quatre enfants: John, Brenda, Michael et Frances.